# Харків (видання)
«Ха́рків» — літературний збірник Харківської обласної організації Спілки письменників України. З'являвся в 1952—1955 роках. Вийшло 8 книжок.
За своїм характером «Харків» наближався до жанру альманахів. Крім літературних творів, містив літературознавчо-критичні і публіцистичні статті, літературно-мистецьку хроніку тощо. Мав окремий відділ «Голоси молодих».
Визначніші співробітники: Ігор Муратов, Іван Вирган, Юрій Шовкопляс, Віктор Кочевський та ін.
Замість «Харкова» з початку 1956 року виходить журнал «Прапор» (нині «Березіль»).